# Moti popolari del 1898
I moti popolari del 1898 furono una serie di sollevazioni e proteste che si svilupparono in tutta Italia dal gennaio 1898 e che perdurarono fino a luglio dello stesso anno, a causa delle gravissime condizioni economiche e sociali.

## Cause
Le sommosse si svilupparono in seguito ad anni di tensioni interne allo Stato. Se da un lato, infatti, si resero più democratiche le istituzioni rendendo elettivi i sindaci dei comuni ed i presidenti delle deputazioni provinciali nel 1888 e si diede l'avvio al moderno codice penale Zanardelli, entrato in vigore il 1º gennaio 1890, dall'altro però vi furono gravissime lacune nei confronti del benessere dello stato, fra queste la guerra delle tariffe doganali aperta nei confronti della Francia e le finanze che subirono il contraccolpo della disastrosa guerra coloniale in Africa culminata con la sconfitta di Adua.
Le ripercussioni nella politica interna italiana furono rilevanti anche perché sopraggiunsero in un momento di gravi tensioni politiche e sociali, si pensi agli scontri avvenuti nella sola Sicilia in quegli anni con i "fasci siciliani"  o le organizzazioni anarchiche della Lunigiana e delle Camere del lavoro socialiste del nord verso le quali erano state applicate violente misure repressive e sancite condanne da parte di tribunali militari.
Anche nel campo della borghesia la situazione non era priva di contrasti, si presentavano vaste le ripercussioni di fallimento d'imprese edilizie e di banche a cui si erano aggiunti scandali politici che già avevano investito pure Giovanni Giolitti per fidi concessi a Francesco Crispi della Banca Romana.
Le proteste contro di quella che fu definita dalla stampa d'opposizione dell'epoca una "politica autoritaria, megalomane e militarista" del Presidente del Consiglio Crispi avevano assunto il carattere d'un vasto movimento d'opinione pubblica che lo aveva costretto a ritirarsi nel 1896.
Il governo Di Rudinì si trovò così a rispondere all'esasperazione e il malcontento delle masse dovuto oltretutto ad un altro rincaro del pane causato dal rialzo dei costi del trasporto marittimo connesso con le tensioni tra Spagna e USA e che sfociò nella guerra ispano-statunitense.
Il 1º dicembre 1897 il Ministro del tesoro Luigi Luzzatti presentò la chiusura dei conti di fine anno con un avanzo di 17 milioni di lire e il raggiungimento di buoni risultati grazie ai pesanti tagli della spesa pubblica, ma invece di impiegare tali fondi per gli urgenti bisogni sociali, essi furono destinati a sostegno d'apparati burocratici e di credito.
Il malcontento popolare e le manifestazioni che negli ultimi mesi del 1897 si erano dimostrate sempre più forti, a partire dal gennaio del 1898 trovarono un largo consenso.

## I moti

### Gennaio
A gennaio innumerevoli manifestazioni, sempre represse dal governo, si svolgono in tutta Italia per il pane, il lavoro e contro le imposte: nelle province di Modena e Bologna intervengono interi reparti di fanteria, e la polizia arresta decine di persone.
Quando, a metà gennaio, viene aumentato il prezzo del pane, la reazione popolare non si fa attendere: a Forlì, però, i manifestanti subiscono le cariche della polizia, e la manifestazione degenera in tumulto; ad Ancona e a Senigallia interviene un battaglione di fanteria inviato da Pesaro. Ancona è affidata al generale Baldissera il quale, assumendo i pieni poteri militari, ordina arresti di massa.
Il 23 gennaio il governo decide di attuare una diminuzione minima della tassa doganale sul grano, misura che è del tutto insufficiente, e, dando avvio alle contromosse approvate durante il mese di dicembre del 1897, richiama alle armi 40 000 riservisti da impiegare nella repressione delle manifestazioni.
Le proteste si fanno sentire in tutta Italia, scioperi e tumulti si contano a decine in Sicilia, in Campania, nelle Marche.

### Febbraio
Il 3 febbraio Perugia è posta in stato d'assedio. A metà febbraio l'esercito interviene contro una manifestazione a Troina, la truppa spara su disoccupati, donne e ragazzi: il bilancio è di cinque morti e ventotto feriti. Il 22 febbraio, a Modica i carabinieri fanno cinque morti.

### Marzo
In marzo, Bassano è messa sotto controllo dal regio esercito, mentre nel bolognese sono sciolte le cooperative ed arrestati vari sindacalisti e lavoratori.

### Aprile
Il popolo insorge nelle città di Ferrara, Faenza, Pesaro, Napoli, Bari e Palermo. Il 25 aprile l'esercito e le forze dell'ordine occupano Bari, messa in stato d'assedio, mentre dal mare l'incrociatore Etruria punta i cannoni sulla città.
Fra il 28 e il 30 aprile sono represse con durezza le manifestazioni che si tengono in Campania e in Puglia. I fermenti, non più contenuti dalle normali misure di pubblica sicurezza, si allargano a macchia d'olio coinvolgendo Rimini, Ravenna, Benevento e Molfetta, finendo con l'interessare, in breve tempo, gran parte della penisola.

### Maggio
Il 1º maggio, a Molfetta si contano cinque morti, e il 5 maggio altri due. nello stesso periodo furono assaltati i forni a Livorno. Da Bari accorre la fanteria, mentre anche a Minervino e altrove nella regione si accendono qua e là focolai di protesta: la situazione è critica, e il governo affida la Puglia al generale Pelloux. Ai primi di maggio l'esercito apre il fuoco a Bagnacavallo, si contano sei morti; nello stesso periodo cadono due manifestanti a Piacenza e uno a Figline Valdarno. Il 5 maggio durante una pubblica assemblea davanti al municipio i carabinieri falciano 4 manifestanti a Sesto Fiorentino. La protesta esplosa in tutta Italia assume una svolta decisiva a Milano: comincia qui la tragica catena di eventi che sfoceranno in un epilogo sanguinoso. Il 5 maggio a Pavia mentre si cominciano ad avere tafferugli tra manifestanti e agenti viene ucciso dalle forze dell'ordine Muzio Mussi (figlio di Giuseppe Mussi, sindaco di Milano dal 1899), che tentava un'opera di mediazione per evitare tragedie.

#### A Milano

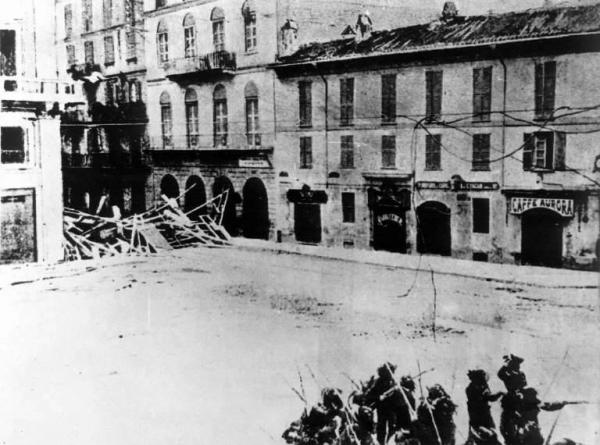
Barricate dei rivoltosi e intervento dei bersaglieri, Milano 1898, foto di Luca Comerio

La notizia, giunta a Milano, crea un clima generale di tensione.
Il 6 maggio, verso mezzogiorno, la polizia arresta sindacalisti e operai; solo grazie all'intervento di Filippo Turati (deputato dal 1896) vengono poi rilasciati praticamente tutti: in questura ne resta solo uno. I lavoratori della Pirelli reclamano la liberazione del compagno, e la loro protesta riceve la solidarietà delle maestranze di altre fabbriche cittadine. Verso sera, in risposta al lancio di sassi da parte di un gruppo di dimostranti, una compagnia di soldati apre il fuoco: il bilancio è di tre morti e numerosi feriti.
La popolazione milanese reagisce compatta, viene indetto uno sciopero generale di protesta per il giorno 8; intanto la cittadinanza si riunisce in massa riversandosi nelle strade principali della città. Entra in azione la cavalleria, il cui effetto viene però vanificato dalle barricate erette per strada e dalle tegole lanciate dai tetti delle abitazioni. Nel pomeriggio di quella stessa giornata, il governo, utilizzando come scusa un possibile intento rivoluzionario nelle manifestazioni, decreta per Milano lo stato d'assedio, affidando i pieni poteri al generale Fiorenzo Bava Beccaris.
L'8 maggio i cannoni aprono il fuoco contro la folla e l'esercito riceve l'ordine di sparare contro ogni assembramento di persone superiore alle tre unità. Restano uccise centinaia di persone, e accanto ai morti si potranno contare oltre un migliaio di feriti più o meno gravi. Il numero esatto delle vittime non è mai stato precisato, secondo la polizia rimasero a terra uccisi 100 manifestanti e si contarono 500 feriti, per l'opposizione, i morti furono invece 350 e i feriti più di mille.
Il 9 maggio, quando ormai l'”ordine” era stato pienamente ristabilito a Milano e nel resto del paese, il generale Bava Beccaris, appoggiato dal governo fece sciogliere associazioni e circoli ritenuti sovversivi e arrestare migliaia di persone, fra cui deputati appartenenti ad organizzazioni socialiste, repubblicane, anarchiche, e sopprimere la stampa d'opposizione. Il 12 è tratta in arresto a Roma l'intera redazione dell'Avanti! e sono fatte chiudere fino a nuovo ordine tutte le Università.
Conseguentemente a questi arresti si conteranno oltre 800 condanne inflitte da tribunali militari, lo stesso Turati subirà una condanna a 12 anni di reclusione. Gli avvenimenti crearono grossi contrasti interni al governo che provocarono le dimissioni del ministro degli esteri Emilio Visconti Venosta, seguite il 28 maggio da quelle dell'intero ministero Rudinì.

### Giugno
Di Rudinì, avuto dal re l'incarico per ricostituire il governo, lo compose il 10 giugno e lo presentò al parlamento il 16 dello stesso mese, chiedendo oltretutto poteri eccezionali quali la possibilità di sospendere il diritto allo sciopero, d'associazione, di insegnamento, limiti alla libertà di stampa ecc., ma la netta opposizione della Camera a tali progetti indusse il Presidente del Consiglio a rassegnare al re le proprie dimissioni.
Il 29 giugno Umberto I diede incarico al generale Pelloux di costituire il nuovo Gabinetto.

### Luglio

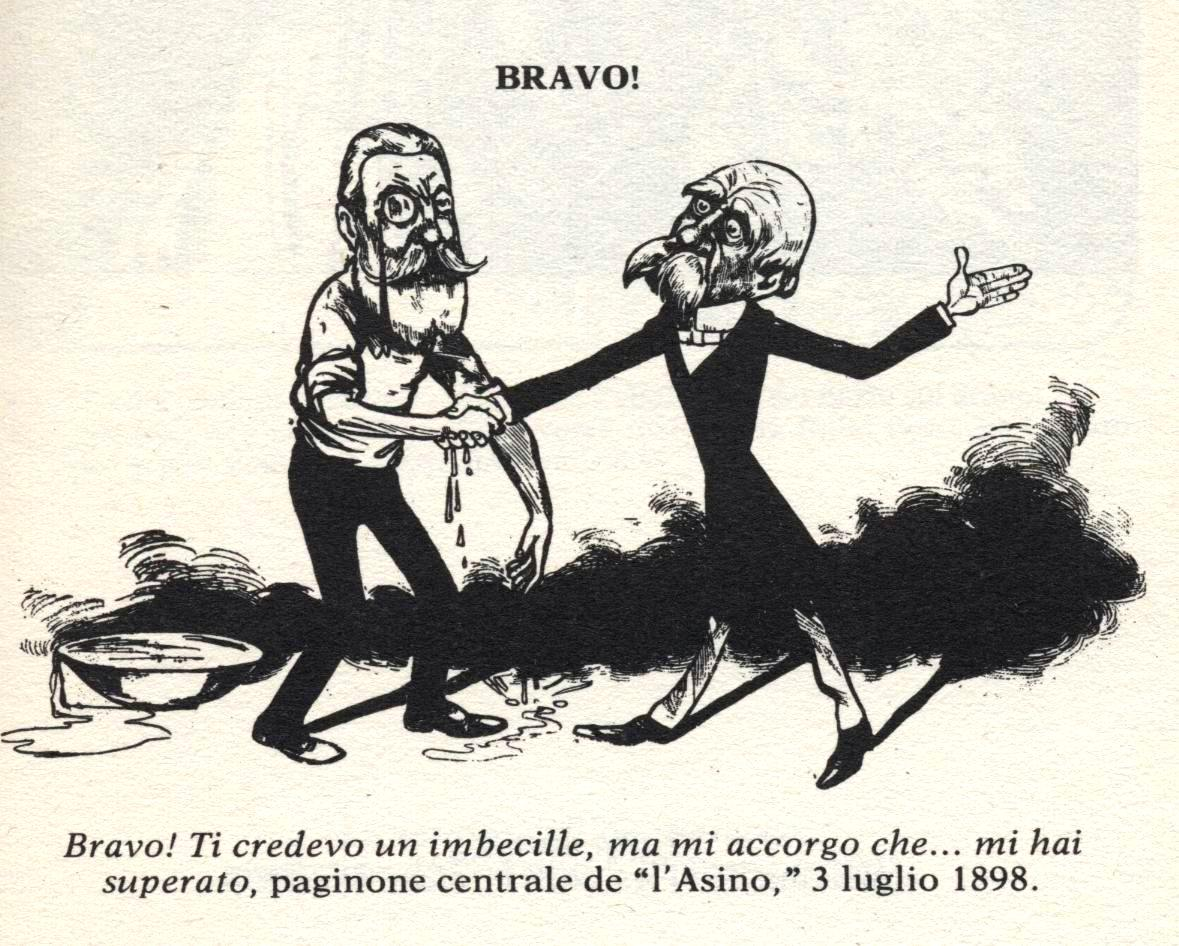
Gabriele Galantara, "Bravo", da L'Asino del 3 luglio 1898: Crispi (responsabile del massacro di Caltavuturo e dell'intervento militare contro i Fasci siciliani) si congratula con il marchese di Rudinì per la dura repressione dei moti popolari del 1898 da parte dei governi da lui presieduti.

Le ultime manifestazioni furono sedate e venne tolto definitivamente lo stato d'assedio nelle città e nelle regioni nelle quali era stato dichiarato.